# Yeah Yeah Yeahs (EP)
Yeah Yeah Yeahs je eponymní EP indie rockové skupiny Yeah Yeah Yeahs. Vydané bylo roku 2001 nezávislým vydavatelstvím Shifty. Název alba je občas nesprávně zaměňován za název Master kvůli obalu EP, na kterém je vyobrazen náhrdelník právě se slovem Master. V britské hitparádě UK Indie Chart se toto album umístilo na 1. pozici.
V roce 2010 byla k výročí založení labelu Wichita Recordings vydána speciální edice tohoto alba na 12 palcovém singlu.
Toto EP bylo magazínem NME jmenováno druhým nejlepším singlem roku.

## Seznam skladeb
| Pořadí         | Název          | Délka |
| -------------- | -------------- | ----- |
| 1.             | Bang           | 3:07  |
| 2.             | Mystery Girl   | 2:57  |
| 3.             | Art Star       | 1:59  |
| 4.             | Miles Away     | 2:17  |
| 5.             | Our Time       | 3:23  |
| Celková délka: | Celková délka: | 13:38 |

Skladba s názvem Our Time je v části, kde Karen O zpívá „It's the year to be hated / So glad that we made it“ doplněna o melodii z písně „Crimson and Clover“ skupiny Tommy James and the Shondells, která v roce 1969 dosáhla 1. pozice v americké hitparádě U.S. Billboard Hot 100.

## Obsazení
- Karen O – Zpěv
- Nick Zinner – Kytary
- Brian Chase – Bubny

## Produkce
- Crispin – obal alba
- Chuck Scott – audio mastering
- Jerry Teel – inženýrství